# Ernest II de Saxe-Gotha-Altenbourg
Pour les articles homonymes, voir Ernest II.
Ernest II, né à Gotha le 30 janvier 1745 et mort à Gotha le 20 avril 1804, est duc de Saxe-Gotha-Altenbourg de 1772 à sa mort.

## Famille
Troisième fils de Frédéric III de Saxe-Gotha-Altenbourg et de Louise-Dorothée de Saxe-Meiningen, Ernest II de Saxe-Gotha-Altenbourg épouse le 21 mars 1769 Charlotte de Saxe-Meiningen. Quatre enfants sont nés de cette union :
- Ernest (1770-1779)
- Émile Léopold Auguste (1772-1822), duc de Saxe-Gotha-Altenbourg
- Frédéric IV de Saxe-Gotha-Altenbourg (1774-1825), duc de Saxe-Gotha-Altenbourg
- Louis (1777-1777)

## Biographie
Ernest II de Saxe-Gotha-Altenbourg entre dans la franc-maçonnerie en 1774, il est nommé grand-maître de la Landesloge l'année-suivante. On lui doit la construction de l'observatoire de Gotha. Entre 1772 et 1804, il fait l'acquisition de nombreux tableaux néerlandais tels que des œuvres de Jan Brueghel l'Ancien, Frans Hals ou Antoine van Dyck.
Il est cité comme ayant accueilli Adam Weishaupt après sa fuite et comme membre des Illuminés de Bavière. Illuminé depuis 1783 (Noms d’Ordre Timoleon et Quintus Severus) et Supérieur inspecteur de la province de Haute Saxe (l’Abyssinie des Illuminés) depuis 1784. Il y jouira d’une vie paisible jusqu’à sa mort, le 18 novembre 1830.